# Bargenstedt
Bargenstedt là một đô thị thuộc huyện Dithmarschen, trong bang Schleswig-Holstein, nước Đức. Đô thị Bargenstedt có diện tích 11,91 km², dân số thời điểm 31 tháng 12 năm 2006 là 911 người.